# Kristina Loveby
Anna Kristina Loveby, född 1 januari 1978, är en svensk föreläsare och entreprenör med inriktning på mäns våld mot kvinnor. 

## Biografi
Loveby var ensamstående med barn och vårdanställd när hon träffade en man som kom att misshandla och kontrollera under mer än 6 års tid. Misshandel med synliga skador ledde till att hon inte kunde gå till arbetet, och att hon så småningom slutade arbeta, vilket i sin tur ökade hennes isolering och utsatthet. Loveby lämnade förhållandet och flyttade via ett skyddat boende till en egen bostad, där hon blev uppsökt och misshandlad av sin tidigare sambo. En av ambulanssjukvårdarna som hämtat henne flera gånger tidigare bestämde sig för att polisanmäla. Detta blev enligt Loveby en vändpunkt, där hennes tidigare sambo omkring 2010 blev dömd till tio månaders fängelse för kvinnofridsskränkning.

### Böcker
Loveby gav 2015 ut boken Kvinnofridsmyten - får vi be om största möjliga tystnad, där hon skriver om sin flykt från en våldsam man och tillvaron på insidan av en kvinnojour. Den ger även information till hur kvinnor i motsvarande situation kan göra för att komma ur en ohållbar vardag, samt hur släktingar, vänner, grannar och inte minst myndigheter kan bidra till att bryta tystnaden och hjälpa en kvinna som befinner sig i en våldsam relation.
Hon gav 2017 ut en omarbetad utgåva med nytt material med titeln Kvinnofridsmyten : när skyddsnäten brister.

### Nya vingar
Loveby är engagerad i organisationen Nya vingar som arbetar med att förebygga våld i nära relationer, och föreläser återkommande om problematiken med våld i hemmet och destruktiva relationer. Hon har medverkat i boken Våld i nära relationer: socialt arbete i forskning, teori och praktik, som belyser såväl professionellas som drabbade våldsutsatta kvinnors berättelser, och ger verksamma inom socialtjänst, hälso- och sjukvård kunskap och verktyg för att kunna skydda och stötta alla som drabbas.